# Aiceona longisetosa
Aiceona longisetosa är en insektsart. Aiceona longisetosa ingår i släktet Aiceona och familjen långrörsbladlöss. Inga underarter finns listade i Catalogue of Life.